# Группа братских могил советских воинов (Петропавловское кладбище)
Группа братских и единичных могил советских воинов или Братская могила воинов Советской Армии, которые погибли в годы Великой Отечественной войны в боях за город Чернигов — памятник истории местного значения в Чернигове.

## История
Решением исполкома Черниговского областного совета народных депутатов трудящихся от 31.05.1971 № 286 памятному знаку присвоен статус памятник истории местного значения с охранным № 25 под названием Братская могила воинов Советской Армии, которые погибли в годы Великой Отечественной войны в боях за город Чернигов.
Приказом Департамента культуры и туризма, национальностей и религий Черниговской областной государственной администрации от 07.06.2019 № 223 для памятника истории используется новое название — Группа братских и единичных могил советских воинов.

## Описание
Группа братских могил расположена на территории Петропавловского кладбища — Старобелоусская улица, 6.
Здесь похоронены советские воины, которые полегли в августе — сентябре 1941 года при обороне Чернигова от немецко-фашистских захватчиков и во время его освобождения в сентябре 1943 года. Их останки покоились в разных частях города, в 1949 году были перенесены на одно кладбище. Известны имена 456 погибших. На могилах установлены надгробья. В центре кладбища (группы могил) установлена скульптура солдата на постаменте, а правее её — 8 лабрадоритовых плит с надписью: «Тут поховані воїни Радянської Армії, які загинули в період Великої Вітчизняної війни 1941—1945 рр.» («Тут захоронены воины Советской Армии, которые погибли в период Великой Отечественной войны 1941—1945 гг.») и ниже список воинов. На одной из плит — «Полеглим героям слава!» («Павшим героям слава!»).
Авторы: архитектор — В. М. Устинов, скульптор — Я. И. Чайка, Н. И. Алексеенко.

Галерея
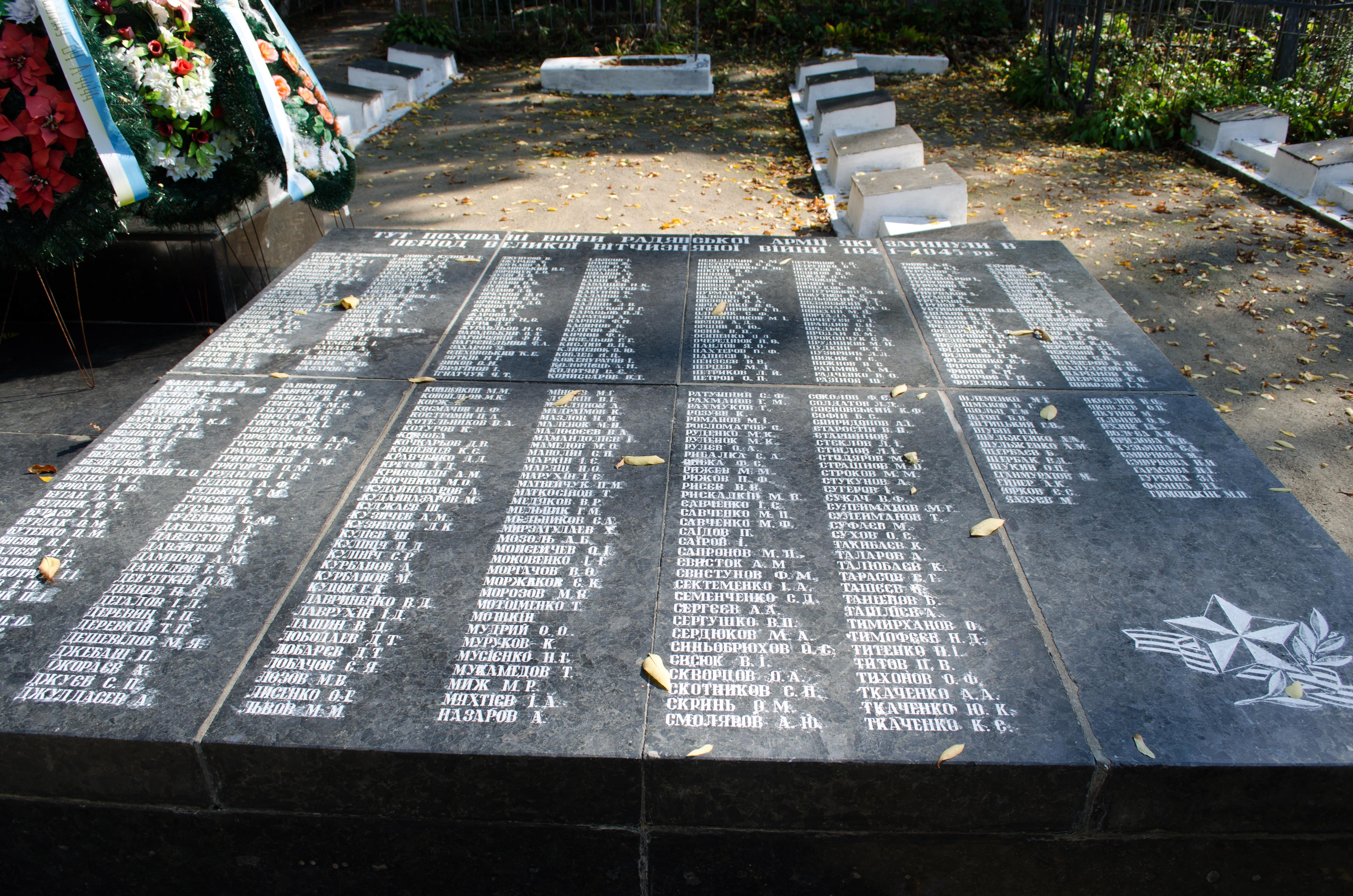
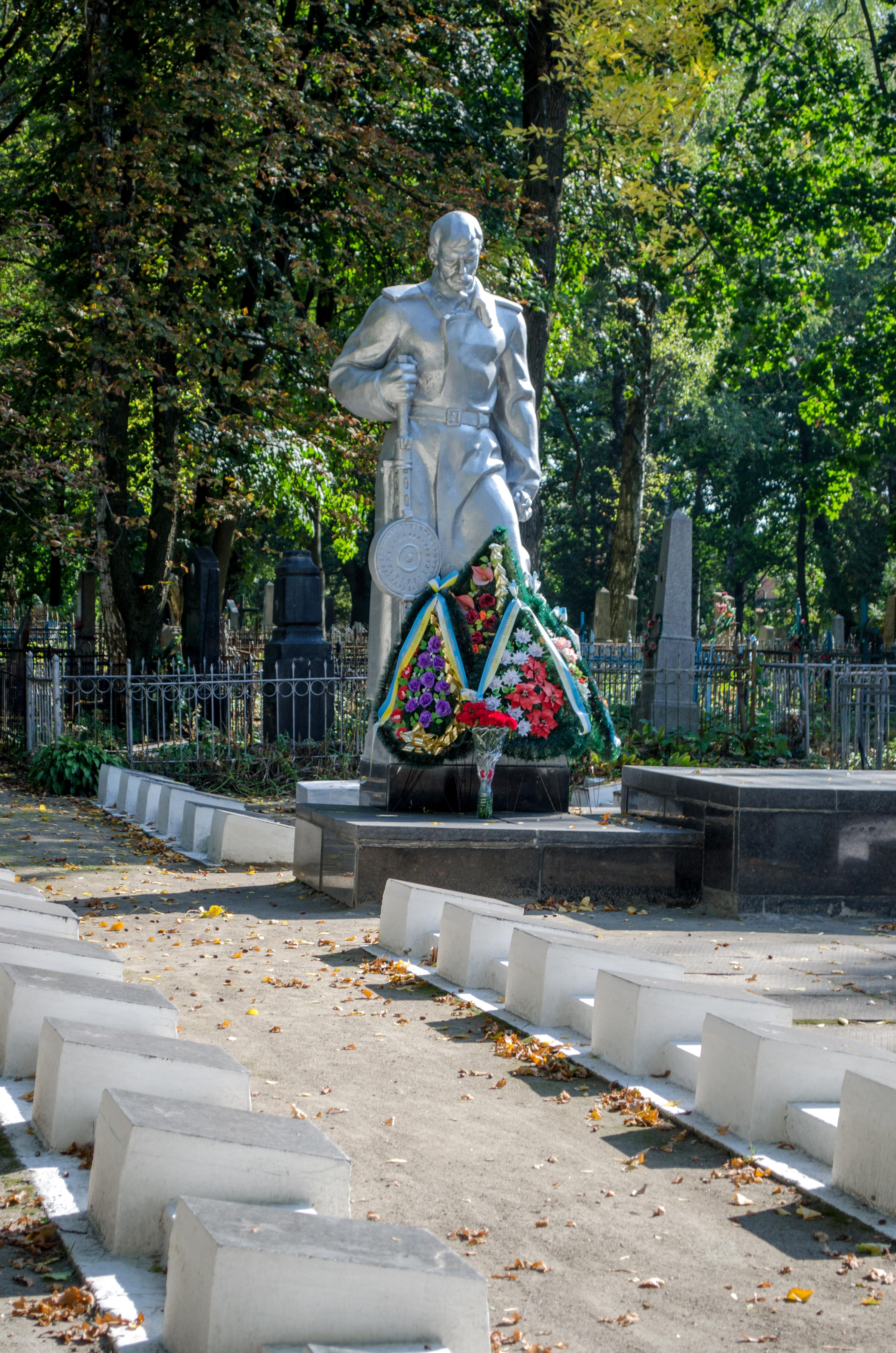